# Левиха (Воскресенский район)
Левиха — деревня в составе Благовещенского сельсовета в Воскресенском районе Нижегородской области.

## География
Находится в правобережье Ветлуги на расстоянии примерно 10 километров по прямой на северо-запад от районного центра посёлка Воскресенское.

## История
Основана в 1622 году. В 1646 году учтено 10 дворов, в 1771 — 23, а 1907 — 70 (и 242 жителя). Деревня была известна своими кустарями-горшечниками. В 1925 году было учтено 329 жителей.

## Население
Постоянное население составляло 38 человек (русские 71 %, цыгане 29 %) в 2002 году, 42 — в 2010.